# Rt Agulhas
Rt Agulhas (izgovarjava [agúljas], v portugalščini [ɐˈɣuʎɐʃ]) je najbolj južna točka celinske Afrike in po navedbah Mednarodne hidrografske organizacije kopenska točka, ki je izhodišče za namišljeno morsko linijo, ki predstavlja mejo med Atlantskim in Indijskim oceanom.
Poimenovali so ga portugalski pomorščaki, ki so na tem mestu okrog leta 1500 zaznali sovpadanje položaja igle kompasa proti magnetnemu severu in dejanskega položaja severa. Ime v portugalščini, Cabo das Agulhas, pomeni 'Rt igel'. Danes leži v Republiki Južni Afriki in provinci Zahodna Kaplandija, znotraj katere pripada okrožju Overberg, približno 170 kilometrov od mesta Cape Town.
Obala rta Agulhas je kamnita in peščena. V njegovi bližini se topel Agulhaški tok, ki poteka iz Indijskega oceana vzdolž jugovzhodne afriške obale, v obliki črke U obrača nazaj proti Indijskemu oceanu. Ta morski tok je eden najpomembnejših v naravnem sistemu termohalinske konvekcije oziroma kroženja toplote in soli v svetovnih oceanih. Kamnine na rtu Agulhas so sorodne kamninam na Mizasti gori in Rtu dobrega upanja.
Morje v bližini rta Agulhas je zloglasno zaradi močnih neviht v času zime, ko valovi lahko dosežejo višino približno 30 metrov in potopijo tudi večje ladje. V zgodovini je bilo zabeleženih približno 150 primerov potapljanja ladij zaradi neviht na tem območju. Na tovrstne vremenske razmere vpliva prisotnost antarktičnega cirkumpolarnega toka oziroma toka zahodnih vetrov, ki na tem območju nasprotuje Agulhaškemu toku. Še ena nevarnost je obsežno plitvo morsko območje zaradi prisotnosti celinske police, znano kot Agulhaška plitvina. Ta celinska polica se od rta Agulhas razteza približno 250 kilometrov proti jugu, nakar se globina morja naglo poveča zaradi abisalne ravnine.
V namen zmanjšanja nevarnosti za ladje je bil leta 1848 na rtu Agulhas zgrajen svetilnik. V svetilniški stavbi sta danes tudi muzej in restavracija.